# Azmat Rana
Azmat Rana, född 3 november 1951 i Lahore, Punjab, död 30 maj 2015 i Lahore, var en pakistansk cricketspelare. Han spelade en testmatch och två ODI-matcher. Han var yngre bror till cricketspelarna Shafqat Rana och Shakoor Rana.